# Podonectria aurantii
Podonectria aurantii är en svampart som först beskrevs av Franz Xaver von Höhnel, och fick sitt nu gällande namn av Thomas Petch 1921. Podonectria aurantii ingår i släktet Podonectria och familjen Tubeufiaceae.   Inga underarter finns listade i Catalogue of Life.